# ألبرت غريغوري ماير
ألبرت غريغوري ماير (بالإنجليزية: Albert Gregory Meyer) هو عالم عقيدة أمريكي، ولد في 9 مارس 1903 في ميلواكي في الولايات المتحدة، وتوفي في 9 أبريل 1965 في شيكاغو في الولايات المتحدة.

## وصلات خارجية
- ألبرت غريغوري ماير على موقع مونزينجر (الألمانية)
- ألبرت غريغوري ماير على موقع إن إن دي بي (الإنجليزية)